# Port lotniczy Castaway Island
Port lotniczy Castaway Island (IATA: CST, ICAO: NFCS) – port lotniczy położony na wyspie Castaway Island, należącej do Fidżi.